# ناتالیا تنیاکووا
ناتالیا ماکسیموونا تنیاکووا (روسی: Наталья Максимовна Теняко́ва؛ زادهٔ ۳ ژوئیهٔ ۱۹۴۴ - ۱۸ ژوئن ۲۰۲۵) بازیگر اهل اتحاد جماهیر شوروی بود.
از فیلم‌ها یا مجموعه‌های تلویزیونی که وی در آن‌ها نقش داشته‌است، می‌توان به عشق و کبوتر اشاره نمود.
وی همچنین برندهٔ جوایزی همچون نقاب زرین، هنرمند مردمی فدراسیون روسیه و نشان دوستی شده‌است.